# Trận Mukalla (2015)
Trận Al Mukalla là một cuộc đụng độ giữa al-Qaeda tại bán đảo Ả Rập, bộ lạc địa phương, và Quân đội Yemen để kiểm soát thành phố ven biển Al Mukalla, Yemen.

## Diễn biến
Ngày 2 tháng 4 năm 2015, thành phần khủng bố al-Qaida tràn ngập Mukalla, một thành phố cảng ở vùng Nam Yemen và cũng là thủ phủ tỉnh Hadramawt, tỉnh lớn nhất ở quốc gia này, chiếm các tòa nhà chính phủ và thả tù nhân, kể cả một chỉ huy cao cấp gốc Ả Rập Xê Út của phiến quân, mở rộng vùng kiểm soát của họ ở quốc gia này.
Hadramawt, từ trước đến nay vẫn yên bình dù rằng có sự rối loạn ở Sanaa và Aden, nằm sát biên giới với Ả Rập Xê Út và nhìn ra Biển Ả Rập, khiến có một vị trí chiến lược.
Các biến chuyển cho thấy tình trạng khủng hoảng trầm trọng ở Yemen và sự tan rã nhanh chóng của quân đội cũng như các lực lượng vũ trang còn trung thành với Tổng thống Abed Rabbo Mansour Hadi, người phải chạy sang ẩn náu tại Ả Rập Xê Út vài ngày trước đó. Lực lượng al-Qaeda tại bán đảo Ả Rập (AQBA) lợi dụng cuộc khủng hoảng chính trị kể từ khi thành phần Houthis thuộc giáo phái Shiite, được Iran hỗ trợ, chiếm đóng thủ đô Sanaa và phần lớn khu vực phía Bắc.
Phiến quân được sự trợ giúp của các đơn vị quân đội cũng như cảnh sát còn trung thành với người tiền nhiệm của Hadi là Ali Abdullah Saleh. AQBA củng cố kiểm soát Mukalla ngày 3 tháng Tư, chiếm khu vực cảng và một căn cứ quân sự trong thành phố mà không gặp sự chống trả nào. Các binh sĩ chính phủ bỏ chạy khỏi căn cứ khi nghe tin phiến quân đang tới gần.
Các phiến quân liên hệ với al-Qaida tự nhận là Người Con của Hadhramaut chiếm giữ một kho cảng xăng dầu và cơ sở bộ binh ở Al Mukalla vào ngày 16 tháng Tư, cũng như một căn cứ phòng không và sân bay quân sự ở ngoại ô thành phố. Quân đội Yemen được báo cáo là đào ngũ khỏi nơi đóng quân của họ để tránh đụng độ với các phiến quân. Các chiến binh thánh chiến cũng chiếm một kho vũ khí khổng lồ có chứa hàng chục xe tăng, súngphóng tên lửa Katyusha và vũ khí nhỏ. Với lợi thế này, Al-Qaida củng cố sự hiện diện của mình ở tỉnh Hadhramaut.

## Liên hệ
Một giới chức cao cấp Liên Hợp Quốc đặc trách cứu trợ, Valerie Amos, hôm 2 Tháng Tư cho hay tình hình bạo động ở Yemen đã làm thiệt mạng ít nhất 519 người trong hai tuần qua, với 90 trong số này là trẻ em, và khiến hàng chục ngàn người khác phải rời bỏ nhà cửa đi lánh nạn chiến cuộc.
Về phía Tây Mukalla, các cuộc không tập của đồng minh tiếp tục nhắm vào thành phần phiến quân Houthis đang tiến tới cảng Aden ở phía Nam, hải cảng lớn nhất Yemen.
Một liên minh quân sự do Ả Rập Xê Út đứng đầu tìm cách chặn sức tiến của thành phần phiến quân Houthis bằng cách thả dù tiếp tế vũ khí cho các tay súng trấn giữ thành phố cảng Aden hôm 3 Tháng Tư, và một phát ngôn viên Ả Rập Xê Út cho hay nhờ vậy thành phần chống giữ Aden vẫn còn kiểm soát nơi này.